# Bruce Buffer
Bruce Buffer (Tulsa, 21 maggio 1957) è un annunciatore televisivo statunitense.
È la voce dal ring della federazione statunitense di arti marziali miste Ultimate Fighting Championship dal 1996 ed è il fratellastro del noto annunciatore sportivo Michael Buffer.
Sua madre è di origine italiana ed è noto per la frase It's time! pronunciata sull'ottagono prima del main event di ogni pay-per-view.
Vanta un notevole background come artista marziale, possedendo una cintura nera secondo dan in Tang Soo Do, la cintura verde nel Judo e quella blu nel Jiu jitsu brasiliano. In gioventù ha praticato anche la Kickboxing ma ha dovuto lasciarla a seguito di ben due commozioni cerebrali subite nel corso della pratica.